# 精诚兄弟会典
《精诚兄弟会典》（阿拉伯语：‎）是10世纪时巴士拉的一个阿拉伯宗教团体精诚兄弟会中的5名学者合编的一部百科全书。共分52册：
- 1-13册：算术、几何、天文、地理、音乐、释经、逻辑
- 14-30册：物理、气象、动物和植物、人体、灵魂、语文学
- 31-40册：生命起源、感觉、智慧、名人、爱情、因果
- 41-52册：宗教教义、神谕、精神、信仰、巫术、占星术